# Mario Kindelán
Mario César Kindelán Mesa (Holguín, 10 augustus 1971) is een Cubaans bokser. Hij werd olympisch kampioen in de lichtgewichtklasse op de Olympische Spelen van 2000 en won 4 jaar later op de Olympische Spelen van 2004 weer het goud in de lichtgewichtklasse. Ook won hij drie keer het wereldkampioenschap boksen.

## Erelijst

### Olympische Spelen
- 2000 in Sydney, Australië (–60 kg)
- 2004 in Athene, Griekenland (–60 kg)

### Wereldkampioenschappen
- 1999 in Houston, Verenigde Staten (–60 kg)
- 2001 in Belfast, Noord-Ierland (–60 kg)
- 2003 in Bangkok, Thailand (–60 kg)

### Pan-Amerikaanse Spelen
- 1999 in Winnipeg, Canada (–60 kg)
- 2003 in Santo Domingo, Dominicaanse Republiek (–60 kg)

1904: Harry Spanger ·
1908: Frederick Grace ·
1920: Samuel Mosberg ·
1924: Hans Jacob Nielsen ·
1928: Carlo Orlandi ·
1932: Lawrence Stevens ·
1936: Imre Harangi ·
1948: Gerald Dreyer ·
1952: Aureliano Bolognesi ·
1956: Richard McTaggart ·
1960: Kazimierz Paździor ·
1964: Józef Grudzień ·
1968: Ronald W. Harris ·
1972: Jan Szczepański ·
1976: Howard Davis Jr. ·
1980: Ángel Herrera ·
1984: Pernell Whitaker ·
1988: Andreas Zülow ·
1992: Oscar de la Hoya ·
1996: Hocine Soltani ·
2000: Mario Kindelán ·
2004: Mario Kindelán ·
2008: Aleksej Tisjtsjenko ·
2012: Vasyl Lomatsjenko ·
2016: Robson Conceição ·
2020: Andy Cruz ·
2024: Erislandy Álvarez